# Heinrich August von der Planitz
Heinrich August Edler von der Planitz († 1739) war ein deutscher Domherr, Kammerjunker und Offizier in königlich-polnischen und kurfürstlich-sächsischen Diensten.

## Leben
Er stammte aus dem Adelsgeschlecht Edle von der Planitz, war der Sohn des Weißenfelser Amtshauptmann Reinhardt Edler von der Planitz, dessen Rittergut Bräunsdorf bei Penig er 1716 erbte und war von 1708 bis 1721/22 Domherr in Naumburg (Saale). Aufgrund finanzieller Schwierigkeiten legte der das Domherrenamt nieder. Als Kammerjunker und Offizier stand er fortan im Dienste Augusts des Starken und seines Nachfolgers.